# الشبح والعطاء (فلم)
الشبح والعطاء (بالإنجليزية: The Ghost and the Tout)، هُو فيلم أشباح نيجيري صدر سنة 2018 وأخرجه تشارلز أواغبي.

## وصلات خارجية
- مقالات تستعمل روابط فنية بلا صلة مع ويكي بيانات